# Colle Brianza
Colle Brianza is een gemeente in de Italiaanse provincie Lecco (regio Lombardije) en telt 1585 inwoners (31-12-2004). De oppervlakte bedraagt 8,4 km², de bevolkingsdichtheid is 183 inwoners per km².
De volgende frazioni maken deel uit van de gemeente: Cagliano, Giovenzana, Campsirago, Ravellino.

## Demografie
Colle Brianza telt ongeveer 645 huishoudens. Het aantal inwoners steeg in de periode 1991-2001 met 19,9% volgens cijfers uit de tienjaarlijkse volkstellingen van ISTAT.
| Jaar | Inwoneraantal |
| ---- | ------------- |
| 1991 | 1221          |
| 2001 | 1464          |

## Geografie
Colle Brianza grenst aan de volgende gemeenten: Airuno, Castello di Brianza, Dolzago, Ello, Galbiate, Olgiate Molgora, Santa Maria Hoè, Valgreghentino.